# Tight A$
"Tight A$" es una canción escrita por John Lennon lanzada en su álbum Mind Games de 1973. La canción también está incluida en el álbum recopilatorio de 2010, Gimme Some Truth . A tongue-in-cheek rocker, Lennon consiguió que la frase "tight ass" (en inglés:"culo apretado") pasara por delante de la censura.

## Letra y música
El título de "Tight A$" es un juego de palabras sobre las expresiones "apretado como" y "culo apretado".
"Tight A$" está en un estilo rockabilly con un sonido década de 1950, en la línea de anteriores canciones de rockabilly que inspiraron a Lennon en su juventud.
El biógrafo Geoffrey Giuliano describe la música como "cobarde". Se recuerda al sencillo de Elvis Presley de 1954 "That's All Right". El historiador de música Pop Robert Rodríguez también se encuentra influencias de Carl Perkins y Doug Sahm .
Lennon desarrolló el riff para su posterior papel decisivo "carne seca" por jugar con las variaciones en la música de esta canción y "Meat City". Du Noyer particularmente elogia la guitarra pedal steel de juego de Pete Kleinow, al igual que música crítico Johnny Rogan.
Lennon grabó la canción en Record Plant Oriente a través de muchas tomas. La toma cuatro fue la versión que se editó para el lanzamiento el Mind Games . La pista de acompañamiento para la versión comercial se compone de cuatro segmentos separados empalmados.

## Recepción
Du Noyer lo criticaron por tener poco que decir, falta de energía y de ser un ejemplo de la capacidad de Lennon para "golpear de canciones para cumplir la cuota del álbum". John Blaney también critica la canción por tener poco que decir, pero reconoce que la canción "juego de palabras jokey fue un recordatorio oportuno de que Lennon era capaz ". PopMatters describe la canción como "usar y tirar", pero es consciente de que ofrece algo de "diversión sin sentido". Lennon describió la canción como "una especie de usar y tirar".
Robert Rodríguez, sin embargo, se considera como uno de los "mejores" canciones olvidadas John Lennon y "uno de los mejores momentos de Mind Games ". Rodríguez considera un roquero de la clase de The Beatles en sus primeros días, que suena como una canción americana cantada por un inglés. [ 7 ] Aunque Rodríguez está de acuerdo en que la canción no es mucho, representa el tipo de escritura que Lennon había hecho muchas veces antes en su carrera", cuando una serie de palabras que escanean bien era suficiente", y también elogia juego apretado de la banda en la canción.
El crítico de la revista Rolling Stone Stephen Holden se refiere a "Tight A$" como uno de los dos aspectos más destacados de Mind games, junto con la pista del título .

## Personal
Los músicos que realizaron en la grabación original fueron los siguientes:
- John Lennon - voz, guitarra acústica.
- David Spinozza - guitarra
- Ken Ascher - teclados
- Gordon Edwards - batería
- Jim Keltner - batería
- Pete Kleinow - pedal steel guitar